# Classe ATC J06
La classe ATC J06, dénommée « Sérums immunisants et immunoglobulines », est un sous-groupe thérapeutique de la classification anatomique, thérapeutique et chimique, développée par l'OMS pour classer les médicaments et autres produits médicaux. Le sous-groupe présenté ici est celui établi par l'OMS, et peut donc différer des versions dérivées utilisées dans certains pays. Il fait partie du groupe anatomique J de la classification, intitulé « Anti-infectieux (usage systémique) ».
Dans la classification ATC vétérinaire, ces produits sont répertoriés au sein du groupe ATCvet QI (produits immunologiques).
J06 Immunsérums et immunoglobulines.

## J06A Immunsérums

### J06AA Immunsérums
J06AA01 Antitoxine diphtérique
J06AA02 Antitoxine tétanique
J06AA03 Sérum antivenimeux
J06AA04 Antitoxine botulique
J06AA05 Sérum anti-gangrène gazeuse
J06AA06 Sérum antirabique

## J06B Immunoglobulines

### J06BA Immunoglobulines humaines normales
J06BA01 Immunoglobulines humaines normales, pour administration extravasculaire
J06BA02 Immunoglobulines humaines normales, pour administration intravasculaire

### J06BB Immunoglobulines spécifiques
J06BB01 Immunoglobuline anti-D (Rho)
J06BB02 Immunoglobuline antitétanique
J06BB03 Immunoglobuline antivaricelle-zona (en)
J06BB04 Immunoglobuline anti-hépatite B
J06BB05 Immunoglobuline antirabique
J06BB06 Immunoglobuline antirubéole
J06BB07 Immunoglobuline antivariolique
J06BB08 Immunoglobuline antistaphylocoque
J06BB09 Immunoglobuline anticytomégalovirus
J06BB10 Immunoglobuline antidiphtérique
J06BB11 Immunoglobuline anti-hépatite A
J06BB12 Immunoglobuline anti-encéphalite transmise par les tiques
J06BB13 Immunoglobuline anticoqueluche
J06BB14 Immunoglobuline antirougeole
J06BB15 Immunoglobuline anti-oreillons
J06BB16 Palivizumab
J06BB17 Motavizumab (en)
J06BB18 Raxibacumab
J06BB19 Immunoglobuline contre le charbon
J06BB21 Bezlotoxumab
J06BB22 Obiltoxaximab
J06BB30 Associations

### J06BC Autres immunoglobulines
J06BC01 Nébacumab